# Tetrazygia barbata
Tetrazygia barbata är en tvåhjärtbladig växtart som beskrevs av Attila L. Borhidi. Tetrazygia barbata ingår i släktet Tetrazygia och familjen Melastomataceae. Inga underarter finns listade i Catalogue of Life.